# ایستگاه متروی ویمبلدون پارک
ایستگاه متروی ویمبلدون پارک (انگلیسی: Wimbledon Park tube station) یکی از ایستگاه‌های خط ناحیه متروی لندن است.
این ایستگاه که در منطقه مرتون لندن قرار دارد در سال ۱۸۸۹ میلادی تأسیس شده است.